# Ping pong
|  | Denne artikel er oprettet af botten PalnaBot ud fra en ekstern database. Den kan derfor have sproglige fejl eller mangler. Denne skabelon kan fjernes efter kontrol af indholdet. |

Ping pong er en eksperimentalfilm fra 1950 instrueret af Henning Bendtsen.

## Handling
En abstrakt film, hvor hvert enkelt billede er tegnet direkte på filmstrimlen. De enkelte streger og bevægelser udtrykker de vekslende effektlyde og rytmer, der ligger i den ledsagende janitsharsolo.